# Dol·laseïta-(Ce)
La dol·laseïta-(Ce) és un mineral de la classe dels silicats, que pertany al grup de la dol·laseïta. Rep el nom en honor del professor Wayne A. Dollase (1938-), de la Universitat de Califòrnia, EUA, per la seva investigació sobre la química cristal·lina dels minerals del grup de l'epidota, i pel seu contingut en ceri del mineral.

## Característiques
La dol·laseïta-(Ce) és un silicat de fórmula química {CaCe}{MgAlMg}(Si₂O₇)(SiO₄)(OH)F. La seva duresa a l'escala de Mohs es troba entre 6,5 i 7.
Segons la classificació de Nickel-Strunz, la dol·laseïta-(Ce) pertany a «09.B - Estructures de sorosilicats amb grups barrejats de SiO₄ i Si₂O₇; cations en coordinació octaèdrica [6] i major coordinació» juntament amb els següents minerals: al·lanita-(Ce), al·lanita-(La), al·lanita-(Y), clinozoisita, dissakisita-(Ce), epidota, epidota-(Pb), khristovita-(Ce), mukhinita, piemontita, piemontita-(Sr), manganiandrosita-(La), tawmawita, manganipiemontita-(Sr), ferrial·lanita-(Ce), clinozoisita-(Sr), manganiandrosita-(Ce), dissakisita-(La), vanadoandrosita-(Ce), uedaïta-(Ce), epidota-(Sr), al·lanita-(Nd), ferrial·lanita-(La), åskagenita-(Nd), zoisita, macfal·lita, sursassita, julgoldita-(Fe2+), okhotskita, pumpel·lyïta-(Fe2+), pumpel·lyïta-(Fe3+), pumpel·lyïta-(Mg), pumpel·lyïta-(Mn2+), shuiskita, julgoldita-(Fe3+), pumpel·lyïta-(Al), poppiïta, julgoldita-(Mg), ganomalita, rustumita, vesuvianita, wiluïta, manganovesuvianita, fluorvesuvianita, vyuntspakhkita-(Y), del·laïta, gatelita-(Ce) i västmanlandita-(Ce).

## Formació i jaciments
Va ser descoberta a la mina Östanmossa, situada a la localitat de Norberg (Västmanland, Suècia). També ha estat descrita en altres mines sueques, tant a Vstmaland com a Dalarna, així com a Romania i Namíbia.